# Szemünk fényei
A Szemünk fényei (eredeti angol címén: The Midwich Cuckoos) John Wyndham 1957-ben kiadott tudományos-fantasztikus regénye. Magyar nyelven F. Nagy Piroska fordításában jelent meg 2009-ben a Metropolis Media Group Galaktika Fantasztikus Könyvek sorozatában.
A regényt eddig kétszer filmesítették meg. 1960-ban az angol Wolf Rilla rendező Elátkozottak faluja címmel, majd 1995-ben az amerikai John Carpenter azonos címmel készített filmadaptációt.

## Történet
|  | Alább a cselekmény részletei következnek! |

A regény cselekménye egy Midwich nevű képzeletbeli angol faluban játszódik valamikor a hidegháború idején. A történetet egy külső szemlélő, Richard Gayford szemszögéből ismerjük meg, aki a történet kezdetén szintén a falu egyik lakója, azonban közvetlenül nem érintett a történésekben. A regény két részből áll, a második rész kilenc évvel később játszódik mint az első.

### Első rész
Midwich egy napra furcsa álomba merül. Egyik pillanatról a másikra mindenki összeesik és elalszik a faluban, illetve egy, a falu központjából kiinduló néhány mérföldes félgömb alakú körzetben. A hatóságok látszólag tehetetlenek és hírzárlatot rendelnek el. Mint később kiderül a falu központjában egy, az űrből érkezett idegen faj szállt le, akik az alatt az egy nap alatt, amíg a falu lakói öntudatlanul feküdtek, ahol összeestek, mesterségesen megtermékenyítették az összes nőt a faluban. A megszülető gyermekek, az idegenek, külsőleg mindössze egyetlen jellegzetességben térnek el az emberektől: aranyszínű szemük van. Idővel azonban a másik jellegzetességre is fény derül: az azonos nemű gyerekeknek közös tudata van, azaz amit az egyik fiúgyerek megtanul, azt azonnal tudja a többi fiúgyermek is, és ugyanez igaz a lányokra is. Közös tudatuk segítségével befolyásolni is tudják az embereket, és rá tudják őket venni olyan dolgokra, amit azok nem akarnak, illetve fájdalmat is tudnak nekik így okozni. Az angol kormány, illetve hadsereg várakozó álláspontra helyezkedik a kialakult helyzettel kapcsolatban, Bernard Westcott ezredest küldik a faluba, aki a Gayford házaspár segítségét kéri a események megfigyeléséhez. A kezdeti nehézségek és problémák után az ügy látszólag nyugvópontra jut, a gyermekek számára speciális iskolát hoznak létre a faluban, és a lakók visszatérnek normális mindennapi életükhöz. A faluban egyedül Gordon Zellaby aggódik továbbra is a lehetséges következmények miatt, ezért úgy dönt, hogy a kormány megfigyeléseitől függetlenül ő is megpróbálja kiismerni az idegeneket. Elmélete szerint az idegenek stratégiája a falubeli nők megtermékenyítésével olyan, mint a kakukkfiókáké, akiket az anyjuk idegen madár fészkébe rejt, majd ott megszületve csak felhasználják a másik fajt a saját túlélésük érdekében, akár olyan áron is, hogy az őket etető madarak és azok saját fiókái elpusztulnak.

### Második rész
Kilenc évvel később a Gayford házaspár már nem lakik a faluban, de egy véletlen találkozás folytán Richard Gayford csatlakozik Westcott ezredeshez, akivel együtt visszatérnek a faluba egy „baleset” kivizsgálására. Mint kiderül, a gyermekek hirtelen felindulásból - különleges képességeiket használva - megöltek egy helybeli fiatalembert. A törvény azonban tehetetlen velük szemben, semmilyen retorziót nem lehet alkalmazni. A falubeliek felháborodnak a döntésen, és bosszút akarnak állni, de ez csak újabb emberek halálához vezet. A gyermekek látszólag érinthetetlenek, ráadásul az események kicsúsznak a kormány és az emberek irányítása alól: a gyermekek karantén alá helyezik a falut, azaz a falubeliek nem képesek többé elhagyni Midwicht. Kiderül, hogy az események hátterében az áll, hogy a vasfüggöny túloldalán, a Szovjetunióban is volt egy hasonló település, ahol egy másik idegen kolónia nevelkedett, azonban az oroszok az idegenek képességeit látva megijedtek, és atomfegyver bevetésével elpusztították az ottani idegen gyermekeket a település összes lakójával együtt. Ez az út azonban a demokratikus Anglia számára járhatatlan, és ezt az itteni gyermekek is jól tudják. Ultimátumot intéznek ezért az angol kormányhoz Westcott ezredesen keresztül. A helyzet megoldása Gordon Zellaby kezében van – ő az egyetlen, aki elegendő ismerettel rendelkezik a gyerekekről az eltelt kilenc évben elvégzett megfigyeléseinek köszönhetően, és akiben a gyermekek még megbíznak. Zellaby pedig egy öngyilkos küldetés mellett dönt - a határozatképtelen angol kormány helyett maga vállalja a feladatot, és fölrobbantja magát a gyermekekkel együtt, mert az idők folyamán arra a következtetésre jutott, hogy az idegen gyermekek életben hagyása az emberiség kihalásához vezetne, tekintve, hogy a gyermekek egy fejlettebb fajt képviselnek az evolúcióban.
|  | Itt a vége a cselekmény részletezésének! |

## Megjelenések

### angol nyelven
- The Midwich Cuckoos, Michael Joseph, 1957[3]

### magyarul
- Szemünk fényei; ford. F. Nagy Piroska; Metropolis Media, Bp., 2009 (Galaktika fantasztikus könyvek) ISBN 9789639828353